# Atentado a bus en Menia en el 2018

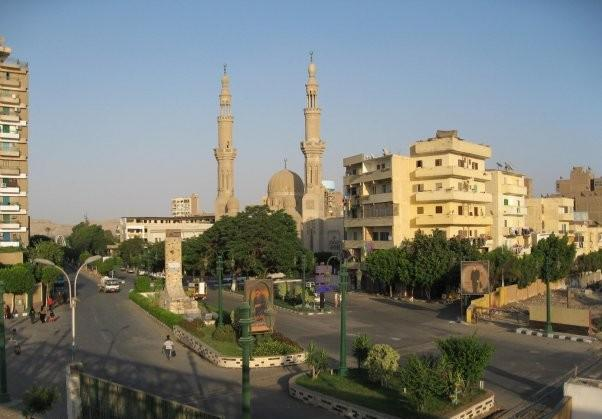
Paisaje de mezquita y calle en Minya, Egipto.

El 2 de noviembre de 2018, por segunda vez ya que un ataque similar en el mismo lugar ocurrió el año anterior, hombres armados enmascarados abrieron fuego contra un autobús. Los otros autobuses lograron escapar llevando a los coptos de la gobernación de Sohag de Egipto al Monasterio de San Samuel el Confesor, en el ataque murieron al menos 9 personas y fueron heridas otras 12 personas.

## Trasfondo
Los coptos han sufrido una creciente persecución y violencia sectaria en Egipto desde principios de la década de 2010.